# Andrej Blatnik
Andrej Blatnik född 22 maj 1963 i Ljubljana, är en slovensk författare, översättare och redaktör.

## Biografi
Blatnik har studerat komparativ litteratur och kultursociologi. Han har en masterexamen i amerikansk litteratur och en doktorsexamen i kommunikation. Han har erhållit flera stipendier, bland annat Fulbright, deltagit i internationella författarprogrammet vid universitetet i Iowa, varit gästförfattare vid Old Dominion University i Norfolk och medverkat i författarkolonin Ledig House.
Blatnik har skrivit tre romaner, ett antal verk med kortare berättelser, studier om bland annat amerikansk prosa och reflektioner om litteraturen i digital tid. Han har även skrivit flera radioteatrar och översatt böcker från engelska (Anais Nin, Stephen King, Sylvia Plath, Paul Bowles).
Han arbetar som skönlitterär redaktör på ett av de största förlagen i Slovenien, Cankarjeva založba. Blatnik föreläser också i kreativt författande på fakulteten för humanistiska studier. Han har vid flera tillfällen gett officiella recitationer både i sitt hemland och utomlands.

## Romaner
- Plamenice in solze – Ficklampor och tårar (icke-officiell översättning)
- Tao ljubezni – Närmare kärleken (icke-officiell översättning)
- Spremeni me – Ändra mig (icke-officiell översättning)

## Samlingar med kortare berättelser
- Šopki za Adama venijo – Buketter till Adam (icke-officiell översättning)
- Biografije brezimenih – De namnlösas biografier (icke-officiell översättning)
- Menjave kož – Hudbyten (icke-officiell översättning)
- Zakon želje – Längtans/åtråns lag (icke-officiell översättning)
- Saj razumeš? – Du förstår ju (icke-officiell översättning)

## Essäer
- Labirinti iz papirja – Papperslabyrinter (icke-officiell översättning)
- Gledanje čez ramo – Se över axeln (icke-officiell översättning)
- Neonski pečati – Neonsigill (icke-officiell översättning)
- Pisanje kratke zgodbe – Skrivandet av korta berättelser (icke-officiell översättning)

## Priser
- Dobitnik Zlate ptice 1984
- Župačičeva nagrada 1991
- Prešernovega sklada 2002

Flera av Blatniks verk har översatts till andra språk ; engelska, tyska, spanska, portugisiska, finska, svenska, franska, italienska, ungerska, rumänska, grekiska, polska, ryska, ukrainska, tjeckiska, slovakiska, makedonska, kroatiska, serbiska, albanska, turkiska, irländska, arabiska och hindu. 